# Cem Kızıltuğ

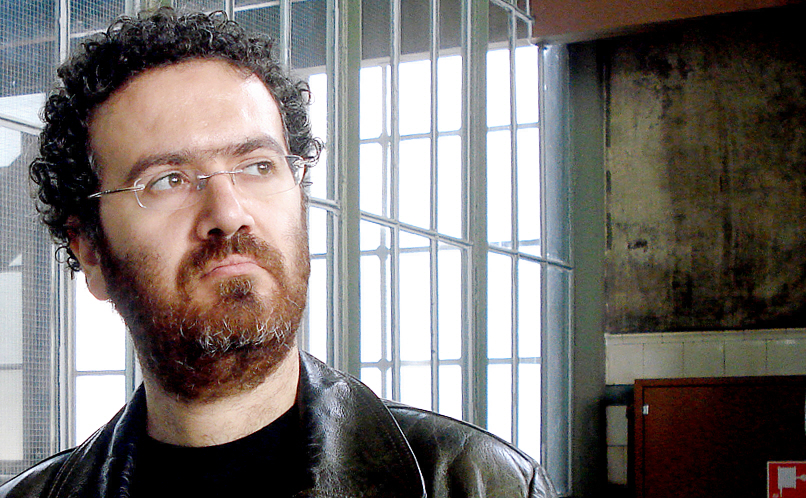
Cem Kızıltuğ (2007)

Cem Kızıltuğ (* 16. April 1974 in Istanbul) ist ein türkischer Illustrator, Cartoonist und Karikaturist.

## Leben
Cem Kızıltuğ wuchs in Istanbul auf, wo er an der Fakultät der Schönen Künste der Marmara-Universität studierte. Er schloss sein Studium im Jahr 1997 ab und ist seitdem als Illustrator, Cartoonist und Karikaturist für die türkische überregionale Tageszeitung Zaman tätig. Kızıltuğs Arbeiten wurden auf Kunstausstellungen in den Jahren 1998, 1999, 2000 und 2002 in der İzmir Efes Celcus Library in Izmir gezeigt. Eine Auswahl seiner Illustrationen, Cartoons und Karikaturen aus der Zaman wurde 2003 unter dem Titel C’empati veröffentlicht, 2009 folgte der Band Alegorik Gri. Im Jahr 2005 wurde er vom Türkischen Schriftstellerverband als Cartoonist des Jahres ausgezeichnet. 2007 entwickelte er die Comicstrip-Serie Mr. Diplomat!, die seitdem regelmäßig in der englischsprachigen Tageszeitung Today’s Zaman (Titel der Sonntagsausgabe: Sunday’s Zaman) – einer Schwesterpublikation der Zaman – erscheint.
Außerdem illustrierte Kızıltuğ zahlreiche, meist türkischsprachige Kinderbücher, wie unter anderem von 2005 bis 2009 für das Sakip Sabanic Museum (türk. Sakıp Sabancı Müzesi) in Istanbul sowie für türkische Verlage, wie das Yapi Kredi Kultur und Kunst Verlagshaus (türk. Yapi Kredi Kültür Sanat Yayincilik Ticaret ve Sanayi A.S.) und die Timas Publishing Group (türk. Timas Yayinlari). Von 2006 bis 2010 gewann er beim alljährlichen Designwettbewerb der internationalen Society for News Design (SND) insgesamt 10 Awards of Excellence und eine Auszeichnung in Silber.
Cem Kızıltuğ ist verheiratet.

## Veröffentlichungen (Auswahl)

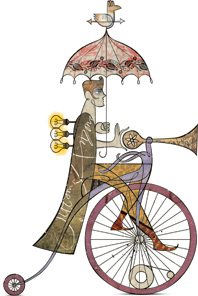
Alegorik Gri (Illustration, 2009)

Illustrationen und Cartoons aus der türkischen Tageszeitung Zaman
- C’empati. éditions Zaman, Istanbul 2003.
- Alegorik Gri. éditions Zaman, Istanbul 2009.

Illustrationen in (türkischsprachigen) Kinderbüchern
- Peygamber Öyküleri. Timas, Istanbul 2003.
- Her Güne Bir Ninni. Yapı Kredi, Istanbul 2005.
- Seçme Hikayeler. Yapı Kredi, Istanbul 2005.
- Sevdalı Bulut. Yapı Kredi, Istanbul 2005.
- Ben Picasso. Sakip Sabanic Museum, Istanbul 2006.
- Ben Kitap. Sakip Sabanic Museum, Istanbul 2006.
- Ben Rodin. Sakip Sabanic Museum, Istanbul 2006.
- Ben Cengiz Han. Sakip Sabanic Museum, Istanbul 2007.
- Lokum’la Avrupa’ya. Europäische Kommission, 2007.
- Halk Hikayeleri. Turquoise, 2007.
- Ben Halı. Sakip Sabanic Museum, Istanbul 2007.
- Ben Dali. Sakip Sabanic Museum, Istanbul 2008.
- Ben Venedik Taciri. Sakip Sabanic Museum, Istanbul 2009.